# Žilina (vùng)
Vùng Žilina (tiếng Slovak: Žilinský kraj; tiếng Ba Lan: Kraj żyliński) là một trong tám vùng hành chính của Slovakia. Khu vực này được thành lập vào năm 1923, tuy nhiên ranh giới hiện tại của nó thiết lập từ năm 1996. Žilina thiên về công nghiệp nhiều hơn với một số đô thị lớn. Žilina là trung tâm hành chính của vùng và Martin là nơi có một môi trường văn hóa và dịch vụ công cực tốt.

## Địa lý
Nó nằm ở phía bắc Slovakia và có diện tích 6.804 km² với dân số 688.851 người (2011). Toàn bộ khu vực là vùng núi thuộc phía Tây dãy Carpath. Một số dãy núi đáng chú ý trong vùng bao gồm Javorníky, Lesser Fatra và Greater Fatra ở phía tây, Oravská Magura, Chočské, Low Tatras và Western Tatras ở phía đông. Toàn bộ vùng nằm trong lưu vực sông Váh với các nhánh sông Turiec, Rajčanka, Belá, Orava, Kysuca. Vùng là nơi có một số vườn quốc gia nổi tiếng của Slovakia bao gồm Vườn quốc gia Malá Fatra, Veľká Fatra, Low Tatras và Tatra cùng một số khu vực bảo vệ cảnh quan tại Dãy núi Strážov, Kysuce, Horná Orava.
Về mặt địa lý, nó giáp ranh với vùng Prešov ở phía đông, Banská Bystrica ở phía nam, Trenčín ở tây và tây nam, Zlín và Moravian-Silesian của Cộng hòa Séc ở tây bắc, Śląskie của Ba Lan ở phía bắc. 

## Nhân khẩu học
| Năm            | 1994    | 2004    | 2014    | 2024    |
| -------------- | ------- | ------- | ------- | ------- |
| Số lượng người | 682.983 | 694.129 | 690.449 | 686.063 |
| Sự khác biệt   |         | +1,63%  | −0,53%  | −0,63%  |

| Năm            | 2023    | 2024    |
| -------------- | ------- | ------- |
| Số lượng người | 687.174 | 686.063 |
| Sự khác biệt   |         | −0,16%  |

Mật độ dân số trong khu vực là 102 người/km². Các thị trấn lớn nhất là Žilina, Martin, Liptovský Mikuláš, Ružomberok, Čadca và Dolný Kubín. Mức độ đô thị hóa tương đối thấp, với khoảng 50% dân số sống ở các thị trấn, trong đó huyện Námestovo có mức đô thị hóa thấp nhất ở Slovakia, chỉ có 15%. Theo điều tra dân số năm 2001, dân số của vùng là 692.332 người, gần như toàn bộ là người Slovak (97,5%), với số lượng nhỏ người Séc (dưới 1%) và Di-gan (dưới 0,5%).

## Kinh tế
Do sự trì trệ kinh tế trong những năm 1990, vùng này hiện nay đang trên đà phát triển. Các ngành nghề chính là công nghiệp và du lịch. Các thung lũng sông Váh là cơ sở công nghiệp mạnh mẽ với ngành công nghiệp bột giấy gỗ và các nhà máy công nghiệp kỹ thuật và sản xuất ô tô như Volkswagen và Kia Motors ở Žilina và Martin.

## Phân cấp hành chính
Vùng này được chia thành 11 huyện với 315 đô thị, trong đó có 18 thị trấn.
- Bytča
- Čadca
- Dolný Kubín
- Kysucké Nové Mesto
- Liptovský Mikuláš
- Martin
- Námestovo
- Ružomberok
- Turčianske Teplice
- Tvrdošín
- Žilina